# 论原始基督教的历史
论原始基督教的历史（德語：Zur Geschichte des Urchristentums，或译原始基督教史论）是德国哲学家恩格斯于1894年创作，1894年至1895年于《新时代》上发表的作品。该作品对当时的工人运动和早期基督教进行了对比。

## 内容
恩格斯认为“原始基督教历史表现了好些与近代劳动者运动之可惊的一致性。基督教像近代劳动者之运动一样，原始是一种被压迫者的运动；它最初的表现是一种奴隶和自由人的宗教，贫穷者的宗教，被放逐者的宗教，服属于罗马和为罗马所分散的民族的宗教。基督教和社会主义两者，都宣传横暴和不幸的拯救；基督教把这种拯救付之于死后的天堂之一种将来的生活；而社会主义则以为由于社会之变形便可以在这个世界得获这种解脱了。两者都被人捉获及困迫，他们的信徒都是违法的，都被镇压于特别规律之下，在一方面，像是一种全人类的仇敌，而在他方面，又是国家、宗教、家庭和社会秩序的仇敌。但虽然有一切之困迫，两者的进步，都是不能抵抗的，而且在好些情境之中，由于这些困迫，反得获胜利的支持。基督教从其发迹时起，过了三个世纪，便为罗马帝国认为国教，而社会主义，则只过了六十牟，却已经征服了一个地方，证明它的胜利是绝对可靠的。”大体说来，这种平行的比较是真确的，自然其中也应有几点修正；基督教决不能称为一种奴隶的宗教；它对于奴隶，是没有作出什么来。在另一方面，为基督教所公布的对不幸者的解放，最初，是很为物质的，其实现是在于地上，而不在于天堂。这一种情形更增加近代劳动者运动之类似性。”